# Erhard Kölsch
Erhard Kölsch ist ein deutscher Schauspieler.
Kölsch spielte ab 1979 bei der Fernsehserie Fast wie im richtigen Leben von Gerhard Polt mit und trat später auch in Polts Film Kehraus als Hr. Rösner auf.

## Filmografie
- 1979: Fast wia im richtigen Leben (TV-Sketchserie)
- 1982: Auftritt in Dieter Hildebrandts Scheibenwischer-Sendung: Rhein-Main-Donau-Kanal (vom 14. Januar 1982)
- 1983: Kehraus
- 1992: Langer Samstag